# Taifa de los rais

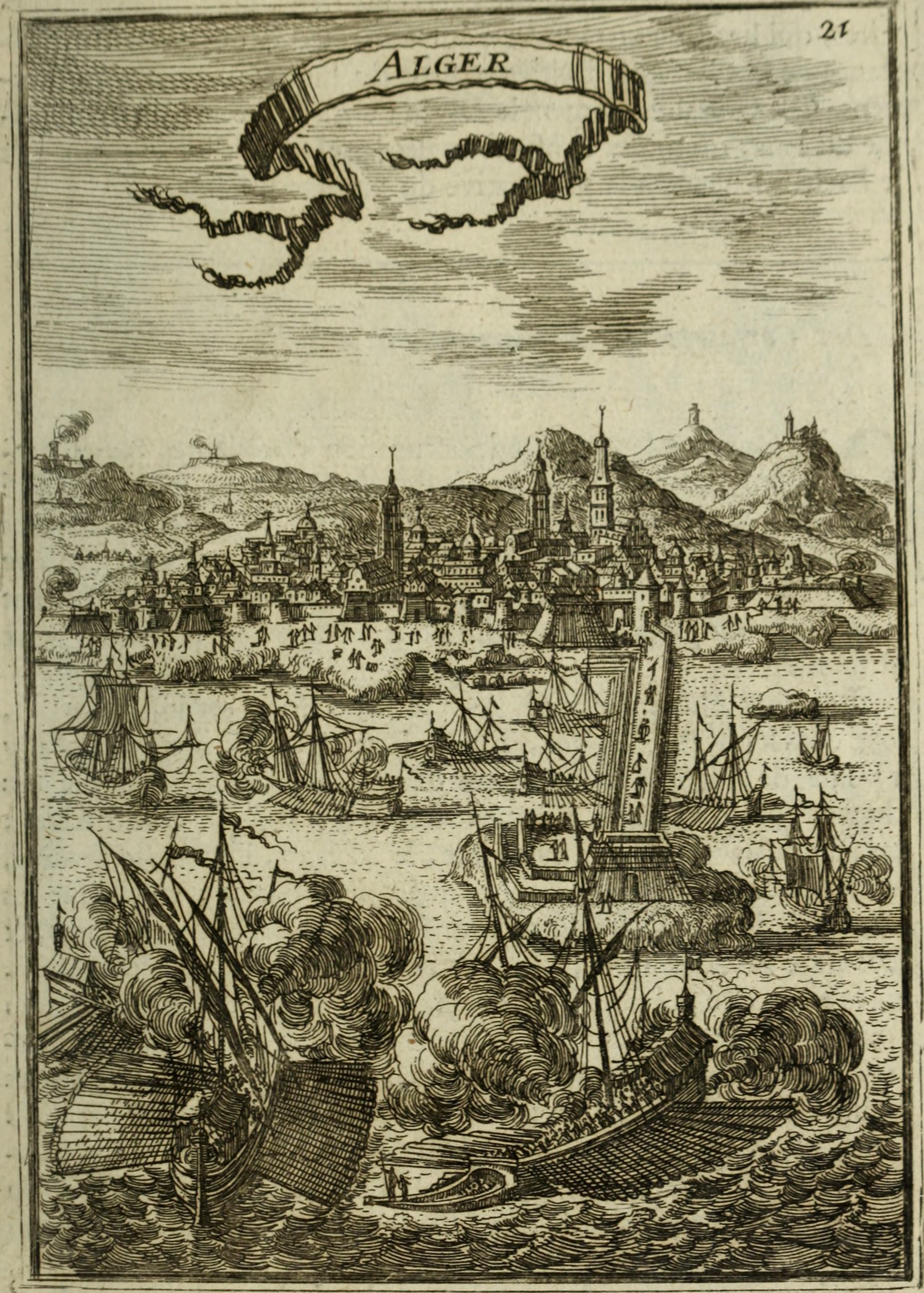
El puerto de Argel y las naves corsarias según un grabado (v.1683)

La taifa de los rais, en árabe : taifat al-ru'asa, es la corporación de las corsarios de la Regencia de Argel. Practican el corso, que es una fuente de ingresos de entidad estatal y  uno de los pilares del sistema de la regencia, con la ocak (palabra turca de múltiples significados como hogar o familia) local.  Sus tripulaciones con experiencia en combate naval hacen de Argel un  lugar marítimo de primer orden  en el Mediterráneo y una guarida de piratería importante